# Casafranca
Casafranca ist ein Ort und eine westspanische Gemeinde (municipio) mit 68 Einwohnern (Stand: 2024) in der Provinz Salamanca in der Autonomen Region Kastilien-León.
Zur Gemeinde gehört neben dem Hauptort Casafranca die Ortschaft Aldeanueva.

## Lage
Casafranca liegt in einer Höhe von ca. 930 m etwa 48 Kilometer südsüdwestlich von der Provinzhauptstadt Salamanca. 
Das Klima im Winter ist kühl, im Sommer dagegen durchaus warm; die Niederschlagsmengen (ca. 838 mm/Jahr) fallen – mit Ausnahme der nahezu regenlosen Sommermonate – verteilt übers ganze Jahr.

## Bevölkerungsentwicklung
| Jahr      | 1970 | 1981 | 1991 | 2001 | 2011 | 2021 |
| Einwohner | 178  | 112  | 88   | 81   | 73   | 61   |

## Sehenswürdigkeiten
- Fabianus-und-Sebastianus-Kirche (Iglesia de San Fabian y San Sebastián)

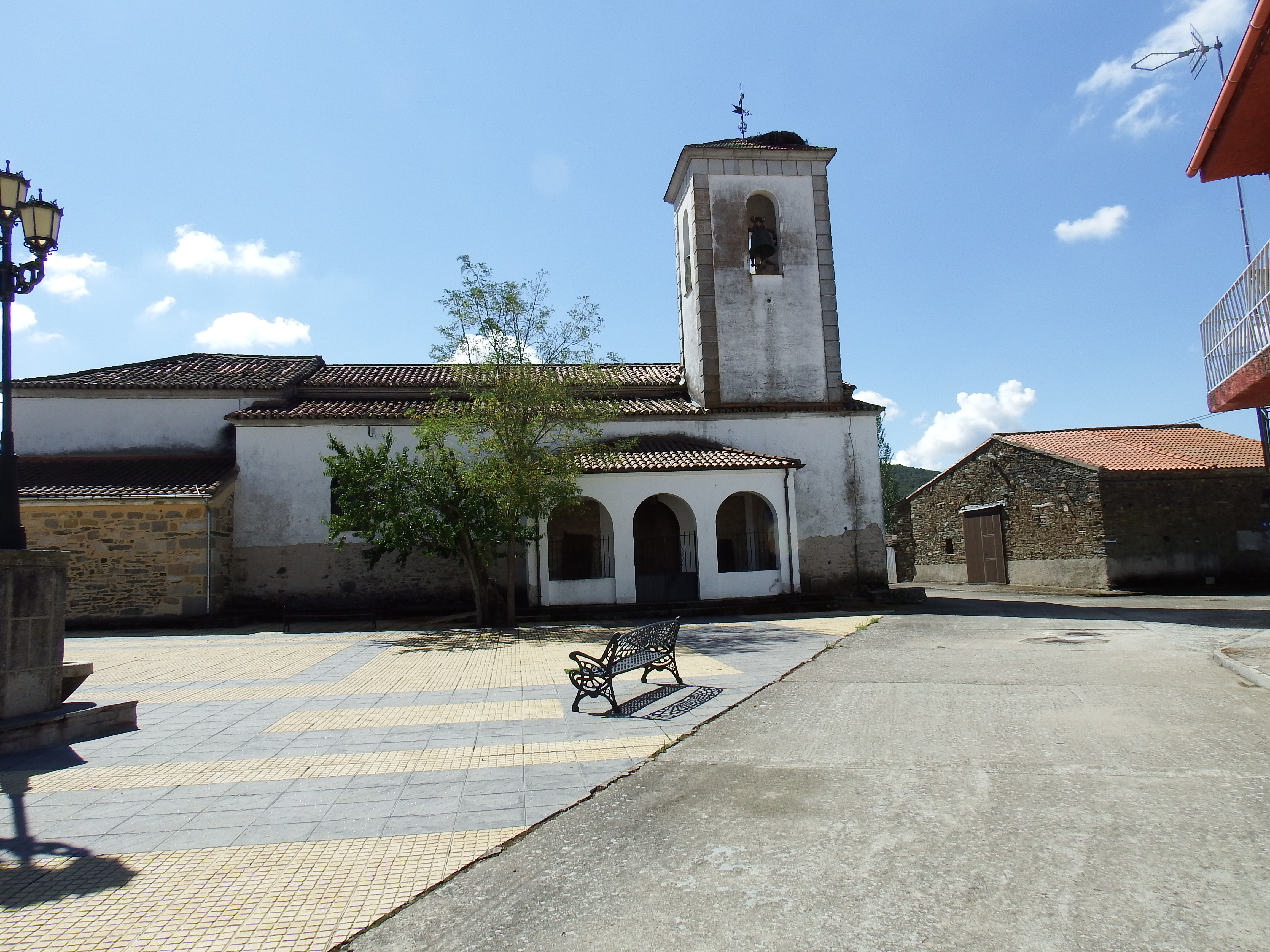
Fabianus-und-Sebastianus-Kirche